# 米斯蒂·科普兰
米斯蒂·丹妮爾·科普蘭（Misty Danielle Copeland，1982年9月10日—），是美國三大古典芭蕾舞團之一美國芭蕾舞劇團（ABT）的首席芭蕾舞者。她在2015年6月30日正式被晉升，同時也是ABT在其75年歷史以來的首位非洲裔女性首席舞者。此次晉升的一個多月前，她剛被《時代雜誌》選為百大人物。
她曾被譽為「芭蕾神童」，因為她13歲才開始學習，此前沒有受過任何相關的訓練。13至15歲期間，她的母親和芭蕾舞老師為了爭取擔任她的法定監護人打過官司；在此同時，她已經是一名芭蕾舞獎項的常勝軍，與此領域的專業人士。1998年，法院判決她取得了未成年人獨立資格（Emancipation of minors），以及對她母親的禁止令（Restraining order）。之後，她與母親中止了訴訟，並搬出家中，至一位前ABT成員的老師處繼續學習。
1997年，她奪得洛杉磯音樂中心聚光獎（Spotlight Award）中的「南加州最佳舞者獎」；在參加2次於ABT的夏季課程後的2000年，她成為其下的Studio Company成員；2001年，她升為ABT舞團的一員；2007年，晉升為獨舞者。在技巧上，她被認為是古典芭蕾的舞蹈家；在成為獨舞者的2007至2015年夏天，她更被形容已成為當代最精緻的舞者之一。